# 智鸞
智鸞（ちらん、生没年不詳）は、奈良時代の法相宗の僧。新羅の人ともいわれる。
703年（大宝3年）智鳳・智雄らとともに入唐し、慈恩大師基（または窺基）の法孫で法相第3祖の濮陽（ぼくよう）大師智周に師事して法相宗を学んだ。日本において法相宗を広め、日本法相宗の第3伝とされている。